# Wanda Szmielew
Wanda Montlak Szmielew (Varsovia, Polonia, 5 de abril de 1918-ibídem, 27 de agosto de 1976) fue una lógica matemática polaca, conocida por ser la primera en demostrar la decidibilidad de la teoría de primer orden de grupos abelianos.

## Biografía
Wanda Montlak nació el 5 de abril de 1918 en Varsovia. Terminó el instituto en 1935 y se casó, adoptando el apellido Szmielew. El mismo año, entró en la Universidad de Varsovia, donde estudió lógica con Adolf Lindenbaum, Jan Łukasiewicz, Kazimierz Kuratowski y Alfred Tarski. Su investigación se centraba en el axioma de elección, pero fue interrumpida en 1939 por la invasión de Polonia.
Szmielew se convirtió en agrimensora durante la Segunda Guerra Mundial, tiempo durante el cual continuó su investigación por su cuenta, desarrollando un problema de decisión basado en la eliminación de cuantificadores para la teoría de grupos abelianos. También fue profesora para la resistencia polaca. Tras la liberación de Polonia, Szmielew aceptó un puesto en la Universidad de Łódź, fundada en mayo de 1945. En 1947, publicó su artículo sobre el axioma de elección, obtuvo una maestría de la Universidad de Varsovia y se trasladó a esta última.
En 1949 y 1950, Szmielew fue profesora visitante en la Universidad de California en Berkeley, en la que Tarski había encontrado una plaza permanente tras exiliarse de Polonia durante la guerra. Vivió en casa de Tarski y su esposa como amante de Tarski, dejando atrás a su marido en Polonia, y completó un doctorado en Berkeley en 1950 bajo la dirección de Tarski. Para la publicación de sus resultados en 1955, Tarski convenció a Szmielew de reformular su trabajo en términos de su teoría de funciones aritméticas, decisión que provocó que su trabajo fuera descrito por Solomon Feferman como «ilegible». Trabajos posteriores de Eklof y Fischer (1972) volvieron a demostrar el resultado de Szmielew usando técnicas más estándar de teoría de modelos.
Tras regresar a Varsovia como profesora ayudante, sus intereses se inclinaron más hacia los fundamentos de geometría. Junto con Karol Borsuk, publicó un libro de texto sobre el tema en 1955 y otra monografía, publicada póstumamente en 1981.
Falleció de cáncer en Varsovia el 27 de agosto de 1976.

## Publicaciones destacadas
- Szmielew, Wanda (1947), «On choices from finite sets», Fundamenta Mathematicae 34 (1): 75-80, ISSN 0016-2736..
- Szmielew, Wanda (1955), «Elementary properties of Abelian groups», Fundamenta Mathematicae 41 (2): 203-271, ISSN 0016-2736..
- Borsuk, Karol; Szmielew, Wanda (1955), Podstawy geometrii, Warsawa: Państwowe Wydawnictwo Naukowe.. Traducido como Borsuk, Karol; Szmielew, Wanda (1960), Foundations of geometry: Euclidean and Bolyai-Lobachevskian geometry; projective geometry, Revised English translation, New York: Interscience Publishers, Inc...
- Szmielew, Wanda (1981), Od geometrii afinicznej do euklidesowej, Biblioteka Matematyczna [Mathematics Library] 55, Warsaw: Państwowe Wydawnictwo Naukowe (PWN), p. 172, ISBN 83-01-01374-5.. Traducido como Szmielew, Wanda (1983), From affine to Euclidean geometry, Warsaw: PWN—Polish Scientific Publishers, ISBN 90-277-1243-3..
- Schwabhäuser, W.; Szmielew, W.; Tarski, A. (1983), Metamathematische Methoden in der Geometrie, Hochschultext [University Textbooks], Berlin: Springer-Verlag, ISBN 3-540-12958-8, doi:10.1007/978-3-642-69418-9..